# Borovice kadidlová

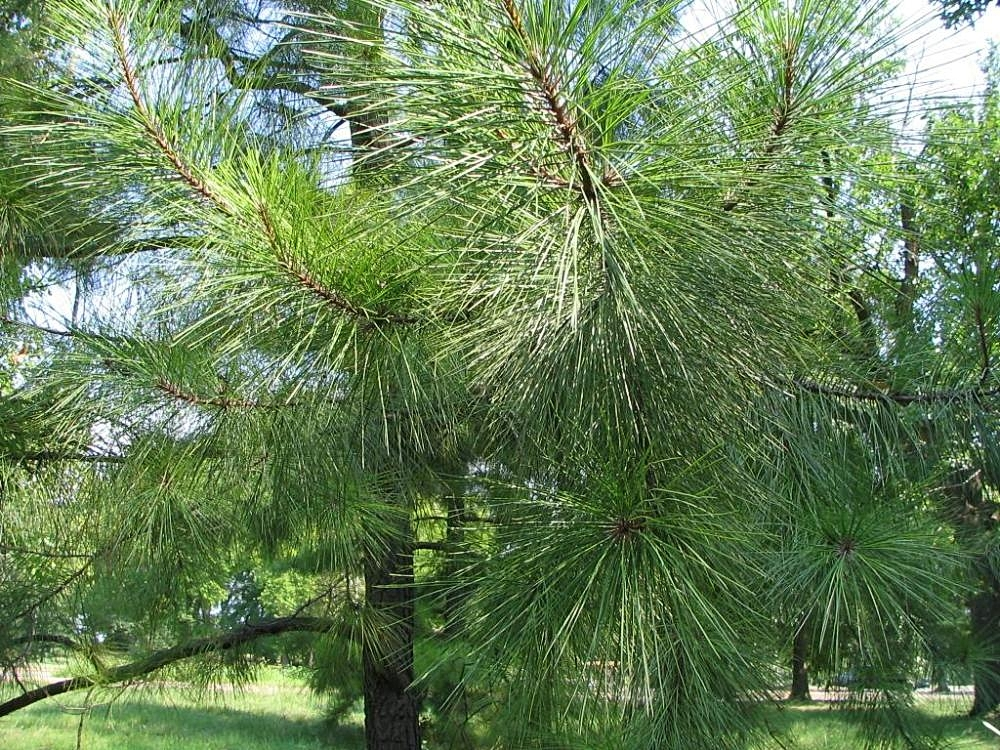
Mladé větvičky

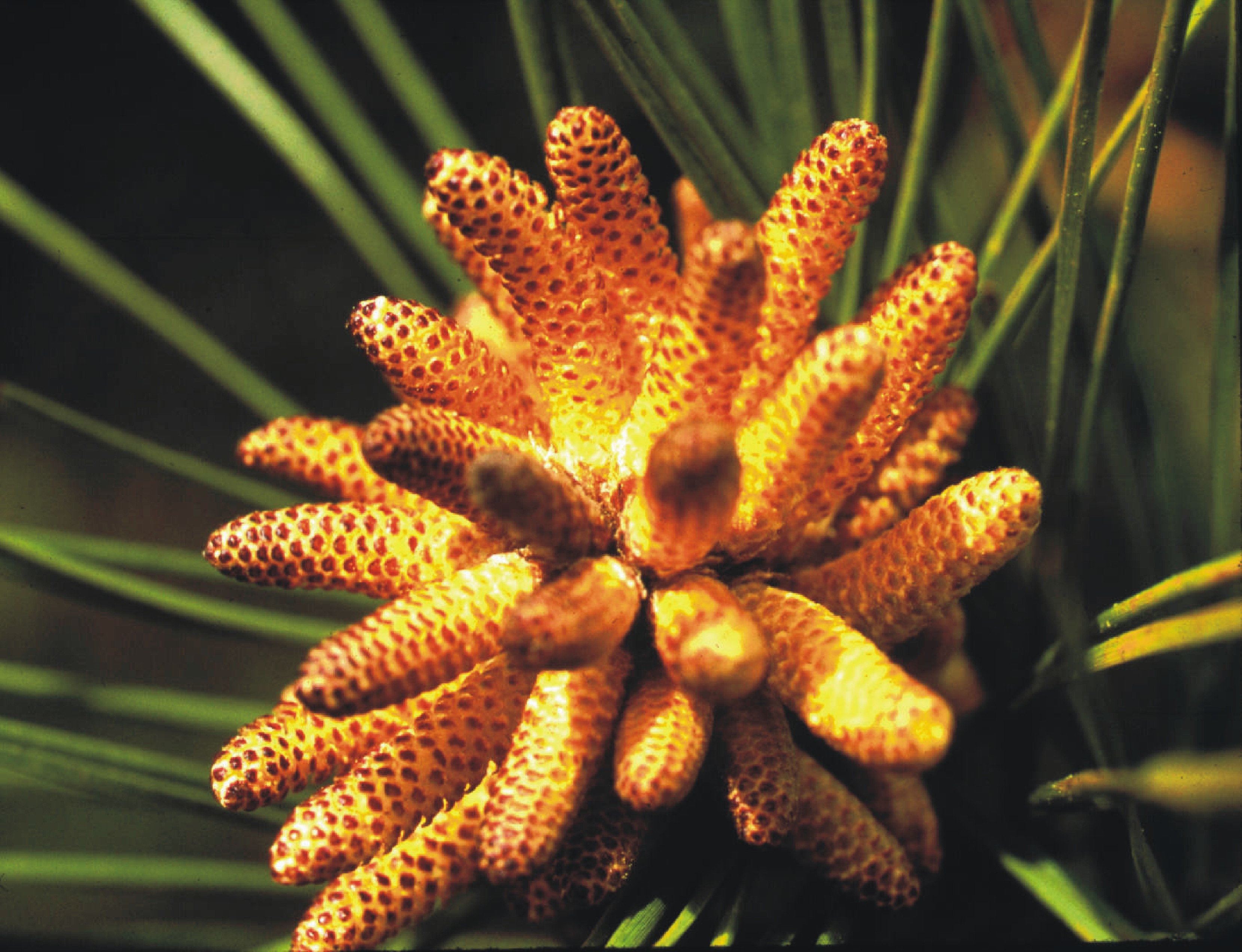
Samčí šištice

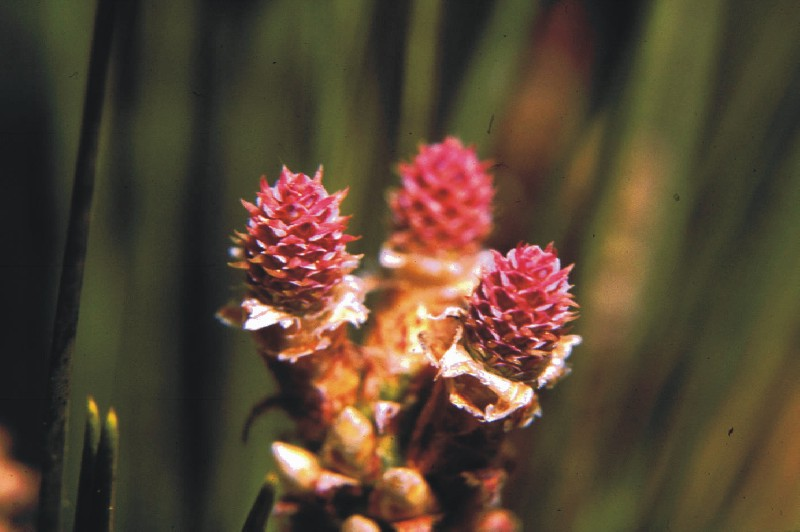
Samičí šištice

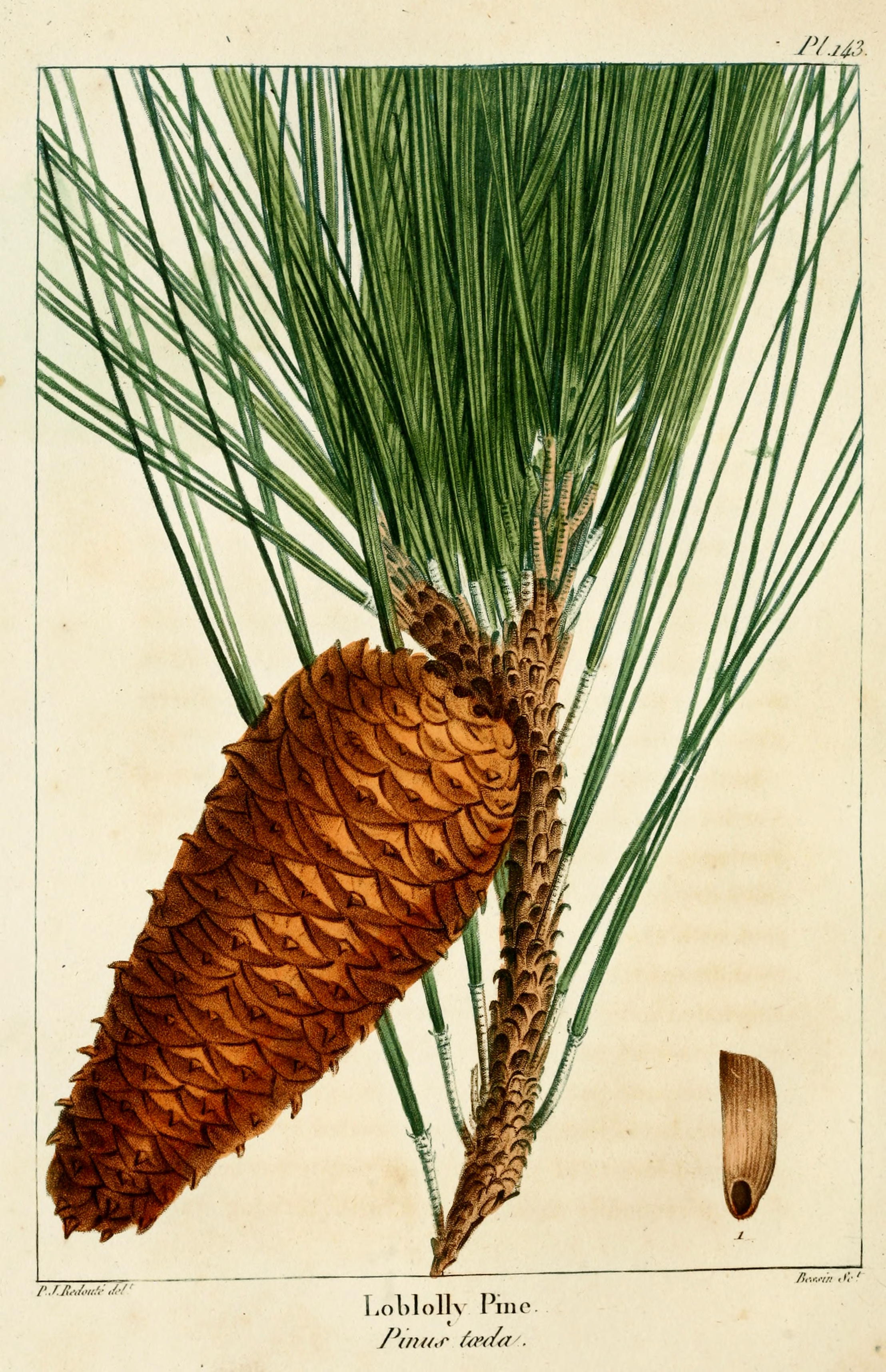
Dozrávající šiška

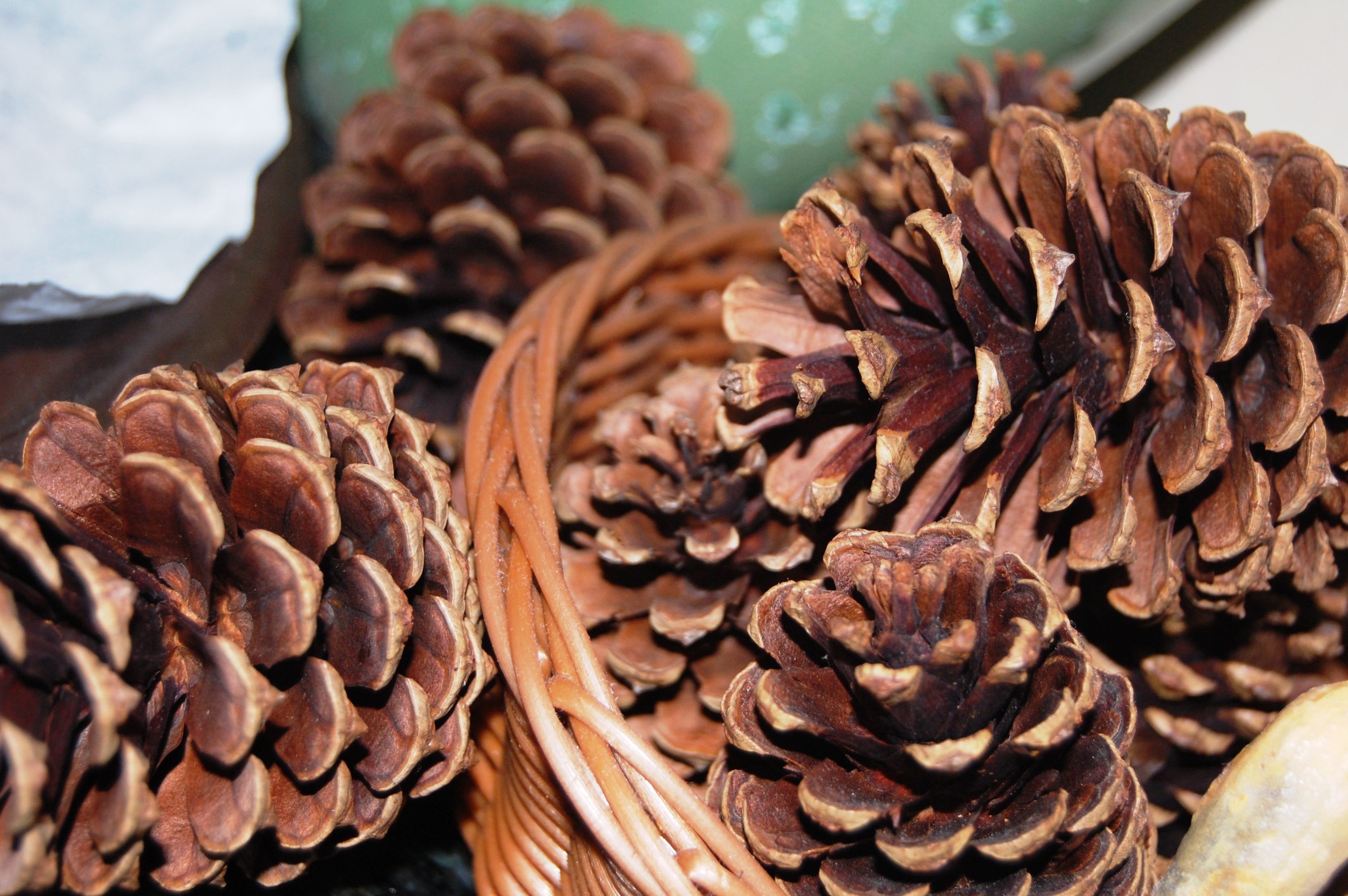
Zralé šišky

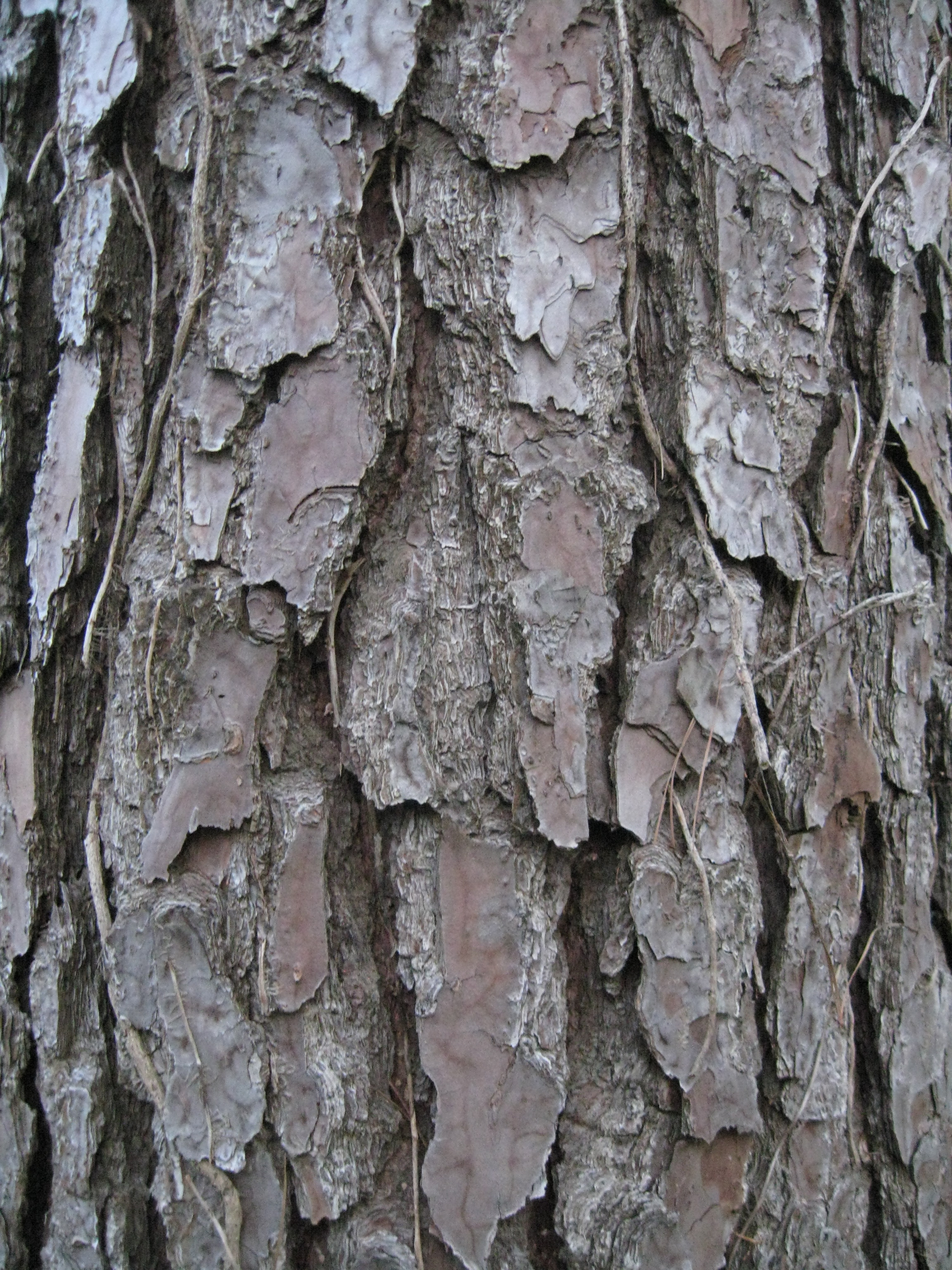
Kůra kmene

Borovice kadidlová (Pinus taeda) je severoamerický, jehličnatý, jednodomý, rychle rostoucí strom, obvykle dorůstající do 30 až 40 m. Je původním druhem na jihovýchodě Spojených státech amerických, kde je druhým nejrozšířenějším druhem stromu, hned po javoru červeném (Acer rubrum). Pro rychlý růst, nenáročnost na půdu a přizpůsobivost bývá vysazována v obnovovaných lesích i na jednodruhových plantážích zakládaných pro perspektivní těžbu řeziva.

## Rozšíření
Původní areál borovice kadidlové se rozkládá od severovýchodu USA (New Jersey, Illinois, Oklahoma) přes rozlehlá jihovýchodní území (Alabama, Arkansas, Delaware, Florida, Georgie, Kentucky, Louisiana, Maryland, Mississippi, Jižní Karolína, Severní Karolína, Tennessee a Virginie) až po Texas na jihu. Je komerčně nejvýznamnějším lesním druhem, roste na téměř 12 milionech hektarů a tvoří více než polovinu všech stojících borovic. Je hojně rozšířena hlavně v pobřežních oblastech podél Atlantiku a zasahuje do náhorních plošin a podhůří Appalačského pohoří, stejně jako do bažinatých územích podél Mexického zálivu.
Dřevina vyžaduje teplé a vlhké klima, hlavním faktorem omezujícím severní rozšíření jsou nízké zimní teploty a s tím spojené plošné poškození stromů sněhem a ledem (zlomení větví nebo kmene) nebo chladem během kvetení (špatné opylení), západnímu rozšíření brání nedostatek nutných dešťových srážek v průběhu vegetačního období (zastavení růstu, oslabení, napadení hmyzem).
Mimo Spojené státy byla borovice kadidlová ve větším množství druhotně zavedena do Asie (Jižní Korea, Čína), na tichomořské Havajské ostrovy, na indickooceánské ostrovy Mauricius a Réunion a také do Austrálie (Nový Jižní Wales, Queensland) a na Nový Zéland. Protože je adaptabilním druhem, byly její rozlehlé plantáže později zřízené také v jižní Africe (Jihoafrická republika, Zimbabwe) a v Jižní Americe (Argentina, Brazílie).
Ve střední Evropě se jí příliš nevede, nesnáší mrazivé zimy a hlavně malou vzdušnou vlhkost v průběhu léta. Dobře roste v zahradách a parcích okolo Středozemního a Černého moře, daří se jí také na atlantském pobřeží ve Franci a na Britských ostrovech, kde mívá dostatečný přísun vláhy a zimní mrazy jsou omezené vlivem působení Atlantského oceánu.

## Ekologie
Borovice kadidlová se přirozeně vyskytuje převážně na utisolech, na načervenalých, jílovitých, kyselých půdách s nízkým obsahem základních živin (vápníku, hořčíku, draslíku i sodíku). Přirozeně vyrůstá na špatně odvodněných, středně kyselých až vlhkých místech na plném slunci, mimo mladistvé období nemá toleranci vůči stínu. Vytváří jak čisté porosty, tak i směsi s ostatními borovicemi, jehličnany či listnatými stromy. Starší dřeviny dobře snášejí i déletrvající záplavy s půdou až 30 cm pod vodou, kdežto u sazenic nebo mladých jedinců vede zaplavení po dobu delší než dva týdny k významnému navýšení úmrtnosti. Naopak hluboké, nadměrně vysušené písčité půdy bez podzemní vody v dosahu kořenů jsou pro tento druh krajně nevhodné, stromy na takovýchto stanovištích přežívají jen stěží a bývají nízkého vzrůstu, chřadnou a jsou napadány škodícím hmyzem.
Nejstarší stromy se dožívají 200, ojediněle až 240 let. Pro svou hrubou kůru a vysokou korunu jsou starší stromy odolné vůči požárům o nízkém až středním rozsahu. Jehlice obsahují jen málo pryskyřice a čerstvé jsou jen slabě hořlavé, nevelký požár přežívají i jedinci do stáří deseti let při částečné defoliaci.
Rychle roste a kvalitní rovné dřevo produkuje hlavně v místech s dlouhým teplým a vlhkým létem a mírnou zimou. Nejlépe jí prospívá prostředí s ročními srážkami od 1000 do 1500 mm a s bezmrazým obdobím dlouhým až 10 měsíců. Roste v oblastech s průměrnou roční teplotou od 13 do 24 °C, kde průměrná červencová teplota je 27 °C a maximální občas bývá 38 °C, průměrná lednová teplota je 4 až 16 °C a občas na severozápadě krátkodobě klesá až na -23 °C. Počet chromozomů druhu je 2n = 24.

## Popis
Strom je s to vyrůst až do výšky 45 m, výčetní tloušťka kmene může dosáhnout téměř 150 cm a široce kónická nebo zakulacená koruna bývá široká téměř 25 m. Kmen je rovný, jednoduchý, dlouze bezvětvý, má červenohnědou, hrubou kůru tvořenou v pozdějším věku čtvercovými nebo podlouhlými šupinatými destičkami. Větve rostoucí rozkladitě bývají vystoupavé, spodní později poklesávají a opadávají, větévky jsou žlutohnědé nebo slabě naoranžovělé. Zimní pupeny dlouhé 1 až 2 cm jsou konické, červenohnědé a mají slabě pryskyřičné šupiny. Jehlice jsou žlutozelené, mívají délku 10 až 23 cm a tloušťku 1 až 2 mm, vyrůstají ve svazečcích po dvou až třech z pochvy asi 2 cm dlouhé, vytrvávají průměrně tři roky, jsou měkké, po okraji jemně pilovité, na vrcholu špičaté či kónicky šídlovité a po celé ploše mají stomatální řady.
Hlavní kořen stromu bývá na hluboké, písčité nebo hlinité půdě dlouhý 1,5 až 2 m, kdežto na těžké, jílovité půdě je kratší a tlustší, na nadměrně vlhké jsou hlavní kořeny rozprostřeny převážně v povrchové vrstvě. Obecně zasahují kořeny do větší vzdálenosti, než naznačuje obvod koruny. Kořeny narůstají ve všech ročních obdobích, ale největší přírůstky mívají v dubnu a květnu a pak v září a říjnu. V mládí je dřevina ke svému zastínění středně tolerantní, ale s věkem tato snášenlivost klesá až zcela vymizí. Spodní větve se zastíněným jehličím brzy opadávají, proto při husté výsadbě jsou kmeny vysoko bez větví.
Borovice kadidlová je jednodomá dřevina se samčími a samičími šišticemi, jež vyrůstají na stejném stromě. Samčí šištice jsou jehnědovitého tvaru a rostou ve shlucích na koncích rok starých větviček, bývají dlouhé 2 až 4 cm a jsou podle stupně vývoje zelené až žluté. Samičí šištice se tvoří jednotlivě na koncích letošních větviček, jsou vejčité, velké asi 1,5 cm a jejich barva přechází od zelené přes odstíny růžové až do červené. Šištice se zakládají již v červenci a srpnu a zůstávají, v závislosti na zeměpisné šířce, spící až do počátku února či dubna, kdy dochází k opylení větrem. Na stromě dozrávají samčí šištice dřív než samičí, podstatně se takto eliminuje možnost samoopylení. Asi za 26 měsíců po opylení jsou semena zralá a dřevnaté, úzce kuželovité až vejčité šišky dlouhé 7,5 až 15 cm se otvírají, každá může obsahovat 20 až 200 semen.

## Rozmnožování
Vypouštění semen začíná koncem října, většina šišek se otevře v listopadu a počátkem prosince; tuto dobu uspíší suché, teplé a větrné počasí a naopak zpozdí chladné a vlhké. Semena bývají rozptylována větrem v závislosti na výšce, umístění v porostu a proudění vzduchu obvykle do vzdálenosti 30 až 90 m od zdroje, jsou lehká, průměrně jich čtyřicet váží jeden gram. Mají dlouhou dormanci plynoucí z nepropustnosti obalu při vstřebávání vody a absorpci kyslíku. Na lesní půdě začínají přirozeně klíčit v březnu, při teplotě mezi 18 a 27 °C. Pro umělý výsev se doporučuje studená a vlhká stratifikace po dobu dvou měsíců při teplotě okolo 4 °C. Jen málo semen ležících v půdě si podrží klíčivost do následného roku, i dobře uskladněná mají druhým rokem tři až čtyřikrát slabší klíčivost. Semena spadaná do půdy, přes kterou se přehnal požár, obvykle dobře vzklíčí.
Stromy lze také úspěšně rozmnožovat vegetativně, nejspíše řízky z mladších jedinců, které poměrně dobře koření. Na plantážích se někdy požaduje produkce geneticky stejných jednotlivců, tehdy se používá roubování, což je pracnější, ale úspěšnost bývá dobrá. Pro komerční produkci většího množství stromů stejného klonu se používá množení z tkáňových kultur. Mladé stromky ze školek se musí brzy expedovat na trvalá stanoviště, starší se hůře ujímají.

## Využití
Borovice kadidlová je hojně vysazována na vytěžených lesních prostorech nebo na místech s vlhkou, kyselou půdou nevhodnou k jinému využití. Na plantážích se mladé rostliny vysazují často ve sponu 2,4 × 2,4 m nebo 3,0 × 3,0 m s tím, že ve stísněném prostoru zastíněné spodní větve rychle usychají a opadají a kmen bývá rovný a bezvětvý. Po deseti létech se asi polovina nejslabších stromů vytěží na buničinu, pro zbylé se tak zlepší dostupnost světla a začnou rychleji růst a kmeny nabývají na objemu. Přírůstek dřeva je nejvyšší v mladém věku, hromadně se stromy vykácí po dosažení asi padesáti až šedesáti roků.
Vytěžené dřevo je nažloutlé, má specifickou hmotnost 510 kg/m³ a je poměrně měkké. Využívá se hlavně pro běžné konstrukční a stavební účely, pro buničinu na výrobu papíru, pro různé dřevovláknité desky i na topení. Díky rychlému růstu se stromů používá pro stabilizaci půdy a jsou potencionálně dobrým zdrojem pro ekologickou výrobu energie. Vysazují se i v městských parcích, kde koruny vysokých stromů nebývají příliš husté a vytvářejí jen světlý stín a může pod nimi růst tráva.
Semena borovice kadidlové jsou důležitým zdrojem potravy pro ptáky a drobné savce. Více než dvacet zpěvných ptáků a veverky se živí jejich semeny, tvoří například více než polovinu stravy u křivky obecné (Loxia curvirostra). Starší stromy poskytují hnízdiště pro mnohé ptáky, mezi jinými i pro ohroženého endemického strakapouda kokardového (Leuconotopicus borealis). V zimním období se při hlubokém sněhu živí jehličím jeleni a mladou kůrou zajíci.